# Leucophaeus fuliginosus
Leucophaeus fuliginosus е вид птица от семейство Laridae. Видът е световно застрашен, със статут Уязвим.

## Разпространение
Разпространен е в Еквадор.